# Ethelia
Ethelia, rod crvenih algi smješten u vlastitu porodicu Etheliaceae, dio reda Gigartinales. Sastoji se od 13 priznatih vrsta.

## Vrste
1. Ethelia biradiata (Weber Bosse) Weber Bosse - tipična
2. Ethelia crassa D.L.Ballantine, H.Ruíz, Lozada-Troche & J.N.Norris
3. Ethelia denizotii K.R.Dixon
4. Ethelia excrescens D.L.Ballantine & N.E.Aponte
5. Ethelia hawaiiensis A.R.Sherwood
6. Ethelia kraftii K.R.Dixon
7. Ethelia magnieni D.L.Ballantine, H.Ruíz, Lozada-Troche & J.N.Norris
8. Ethelia mucronata K.R.Dixon
9. Ethelia pacifica Børgesen
10. Ethelia suluensis K.R.Dixon
11. Ethelia umbricola C.W.Schneider, A.K.Kivela & C.E.Lane
12. Ethelia vanbosseae Feldmann
13. Ethelia wilcei K.R.Dixon

### Sinonimi
- Ethelia australis (Sonder) Weber Bosse = Sonderopelta capensis (Montagne) A.D.Krayesky
- Ethelia fissurata (P.Crouan & H.Crouan) Denizot = Sphaerococcus coronopifolius Stackhouse
- Ethelia fosliei Weber Bosse = Polystrata fosliei (Weber Bosse) Denizot
- Ethelia mexicana E.Y.Dawson = Metapeyssonnelia mexicana (E.Y.Dawson) D.L.Ballantine & H.Ruiz